# C14 (Namibië)
De C14 is een secundaire weg in het zuidwesten van Namibië. De weg loopt van Walvisbaai via Maltahöhe, Helmeringhausen en Bethanie naar Goageb. In Walvisbaai sluit de weg aan op de B2 naar Windhoek en in Noordoewer op de B4 naar Keetmanshoop.
De C14 is 451 kilometer lang en loopt door de regio's Erongo, Khomas, Hardap en !Karas. De eerste 50 kilometer vanaf Walvisbaai, die door het Namib-Naukluft National Park leiden, zijn geasfalteerd. Daarna is de weg onverhard, maar grotendeels van goede kwaliteit.